# Contea di Franklin (Washington)
La contea di Franklin (in inglese Franklin County) è una contea dello Stato di Washington, negli Stati Uniti. La popolazione al censimento del 2000 era di 49.347 abitanti. Il capoluogo di contea è Pasco.

## Geografia fisica
La contea si trova nella parte sud-orientale dello Stato di Washington. Lo United States Census Bureau certifica che l'estensione della contea è di 3.277 km², di cui 59 km² di acque interne.
I fiumi principali sono lo Snake, che forma il confine sud-est, e il Columbia, che forma il confine ovest.

### Contee confinanti
- Contea di Adams - nord
- Contea di Whitman - est
- Contea di Walla Walla - sud-est
- Contea di Benton - sud-ovest
- Contea di Grant - nord-ovest

### Principali strade ed autostrade
- Interstate 82
- U.S. Route 12
- U.S. Route 395

## Storia
La contea di Franklin venne costituita il 28 novembre 1883 da parte della contea di Whitman. Il nome le è stato dato in onore a Benjamin Franklin, famoso giornalista, diplomatico e inventore statunitense.

## Comuni

### Cities
- Connell
- Kahlotus
- Mesa
- Pasco (capoluogo)

### Census-designated places
- Basin City
- West Pasco